# Robert Bortuzzo
Robert Bortuzzo (ur. 18 marca 1989 w Thunder Bay) – hokeista kanadyjski, gracz ligi NHL.

## Kariera klubowa
- Kitchener Rangers (2006 – 28.05.2009)
- Pittsburgh Penguins (28.05.2009 – 2.03.2015)
  -  Wilkes-Barre/Scranton Penguins (2009 – 2013)
- St. Louis Blues (2.03.2015 – nadal)

## Sukcesy
Indywidualne
- Występ w Meczu Gwiazd ligi AHL w sezonie 2010-2011

Klubowe
- Puchar Stanleya z zespołem St. Louis Blues w sezonie 2018-2019